# François de Pâris
Pour les articles homonymes, voir Paris (homonymie).

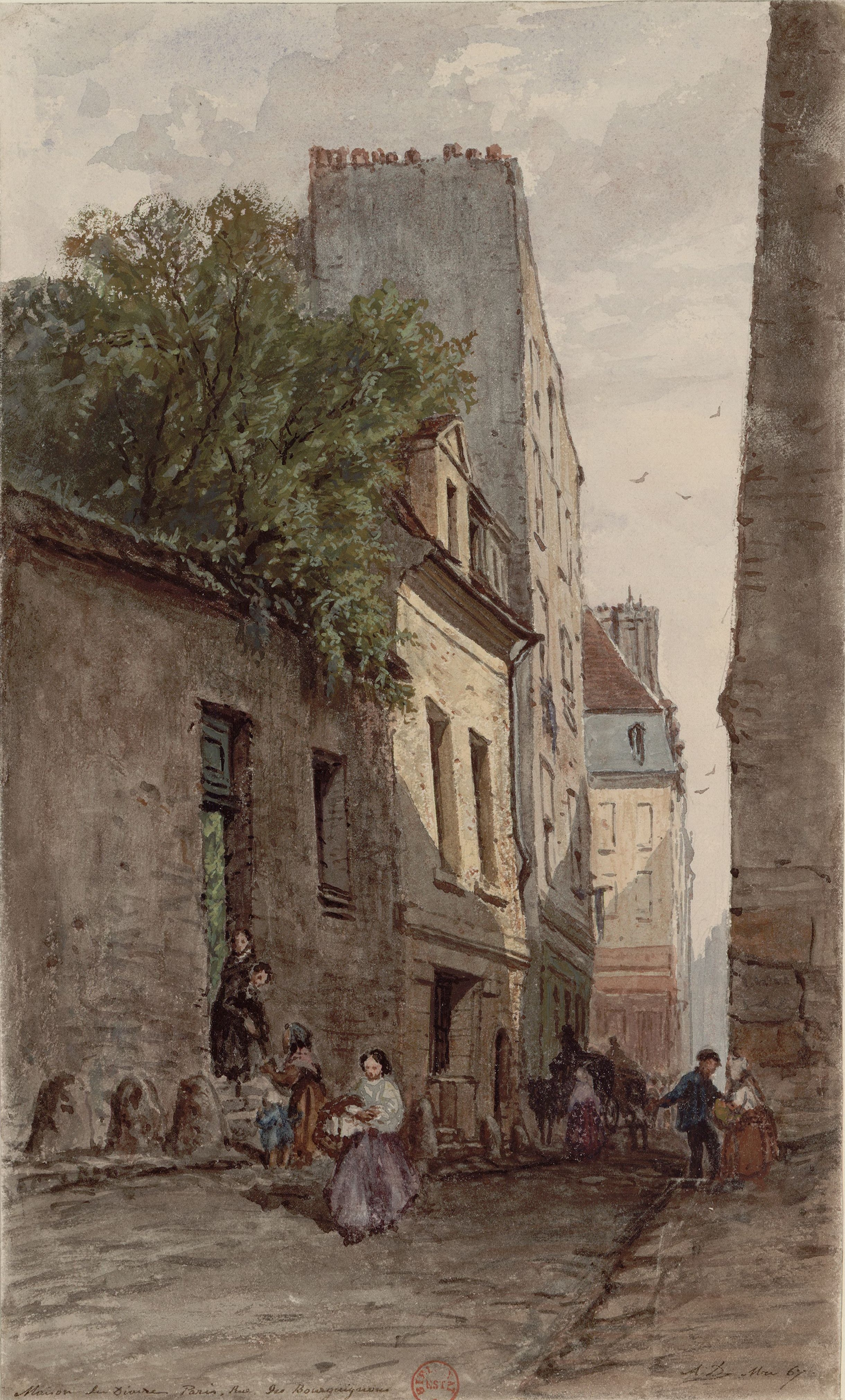
Maison de François Pâris, rue des Bourguignons (actuel boulevard de Port-Royal), dessinée par Adrien Dauzats.

François de Pâris ou François Pâris, né à Paris le 3 juin 1690 et mort le 1er mai 1727, est un diacre français, personnalité du jansénisme.

## Diacre
Il est le fils de Nicolas de Pâris, seigneur de Branscourt, Machault et du Pasquy (1658-1714), conseiller au parlement de Paris. Sa mère, Charlotte Rolland, fille du maire de Reims, dévote, le confie aux chanoines de Sainte-Geneviève. Mais l'enfant se montre peu studieux et dissipé. Il se fait donc rapidement renvoyer dans sa famille, où un précepteur parvient à lui inculquer le goût de l'étude. Il se nourrit alors de lectures édifiantes qui exaltent sa piété. Il désire se faire bénédictin, mais il est l'aîné de sa famille et son père lui destine sa charge. Sa piété est telle qu'elle convainc finalement ses parents. François de Pâris entre alors au séminaire des oratoriens de Saint-Magloire, où il étudie les Écritures. Catéchiste zélé, il est ordonné sous-diacre, puis diacre.

## Un prolongement de la querelle janséniste
Dans les querelles provoquées par la promulgation de la bulle Unigenitus, il prend le parti des jansénistes. Il souscrit à l'appel lancé contre la bulle par quatre évêques et persiste malgré l'accommodement signé par l'archevêque de Paris. On lui propose une cure, mais sa conscience ne lui permet plus de signer le « formulaire » exigé. La carrière sacerdotale lui est désormais fermée.
Le diacre se retire dans une modeste maison du faubourg Saint-Marceau, où il mène une vie très austère. Il emploie la pension que lui verse son frère pour des œuvres charitables et s'oblige à travailler sur un métier à tisser pour accroître ses aumônes et faire pénitence. Sa ferveur religieuse le conduit à s'imposer des mortifications pour la gloire de l'Église qu'il juge offensée par la bulle Unigenitus. Macérations et jeûnes l'épuisent prématurément. Il meurt en 1727.

### Miracles et convulsions
La vie édifiante du diacre Pâris impressionne les esprits. On le considère comme un saint. Les jansénistes viennent se recueillir au cimetière de Saint-Médard où il est inhumé. Le bruit court bientôt que des miracles s'accomplissent sur sa tombe. Le cimetière devient alors le théâtre de scènes d'extase collective. Des illuminés entrent en convulsions sur la sépulture du diacre — d'où le nom de « convulsionnaires » de Saint-Médard — et font des prophéties.
Parmi les  miracles célèbres il y a guérison miraculeuse d'Anne le Franc. Il y a celui de la servante Marie-Anne Couronneau, d'après le témoignage de Nicolas Simart, imprimeur du Dauphin, et de Louis Basile Carré de Montgeron, membre du parlement de Paris. Ce dernier est d'ailleurs témoin d'un si grand nombre de miracles qu'il publie en 1737 quatre gros volumes sous le titre La Vérité des Miracles. L'Église s'émeut. Une commission d'ecclésiastiques juge les miracles illusoires. Mais l'enthousiasme persiste.
Le pouvoir royal ferme le cimetière par une ordonnance du 27 janvier 1732. L'effervescence ne s'apaise pas, preuve en est ces vers ironiques affichés à l'époque sur les grilles du portail :
« De par le Roi, défense à Dieu 
De faire miracle en ce lieu ! »
Des reliques du diacre circulent et le mouvement gagne la province. Entretenu par la superstition et des pratiques plus magiques que religieuses, il ne s'éteindra que dans les premières années du XIXe siècle.